# Sinbuk-myeon, Pocheon
Sinbuk-myeon (koreanska: 신북면) r en socken i kommunen Pocheon i provinsen Gyeonggi i den norra delen av Sydkorea, 45 km nordost om huvudstaden Seoul.